# Binóculo

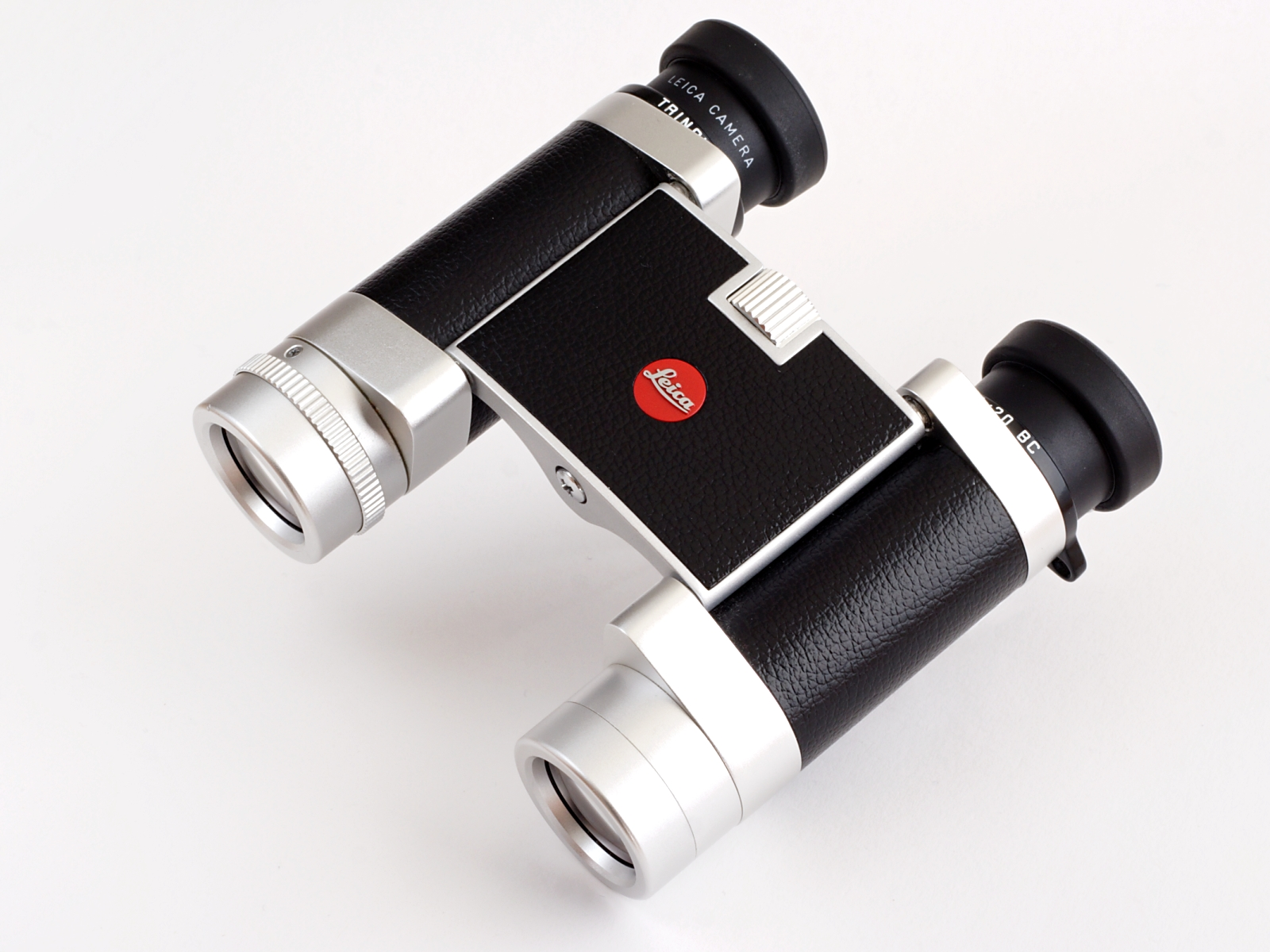
Binóculo.

Binóculo é um instrumento de óptica, com lentes, que possibilitam um grande alcance da visão. É composto por um par de tubos, interligados por um sistema articulado, sendo que cada tubo possui igualmente uma lente objetiva (que fica na extremidade do binóculo, mais próxima do objeto a ser visto) e uma lente ocular (que fica mais próxima dos olhos) e entre elas, um sistema de prismas. Há ainda um sistema de foco, situado entre os tubos do binóculo.
Há dois tipos de prisma, que definem a qualidade da imagem e o preço do binóculo. O prisma Roof é o tipo mais complexo e é mais caro. Os binóculos que possuem este sistema, tem os tubos retos, como os telescópios. O prisma Porro é mais simples, mas tem melhor percepção da profundidade, isto porque as objetivas não estão alinhadas com as oculares. Elas ficam mais afastadas entre si. 
O binóculo primitivo era de uma objetiva com uma lente convergente no meio de duas lentes divergentes e uma lente ocular de sentido inverso. Atualmente é constituído de uma lente ocular e de outra objetiva baseada nas lunetas astronômicas, onde é utilizado o método poliprisma.

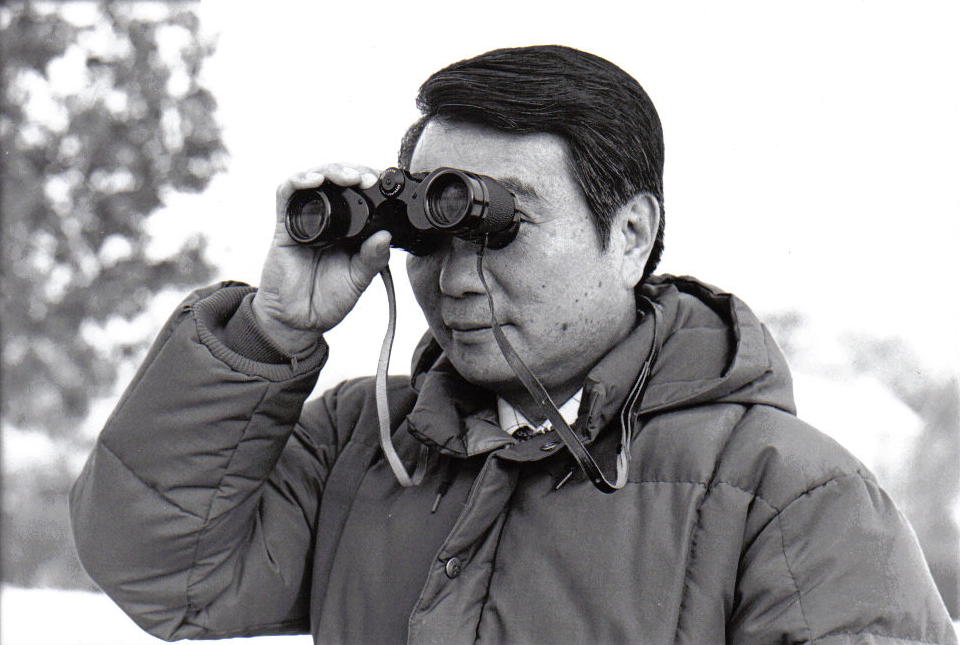
Homem utilizando binóculo.

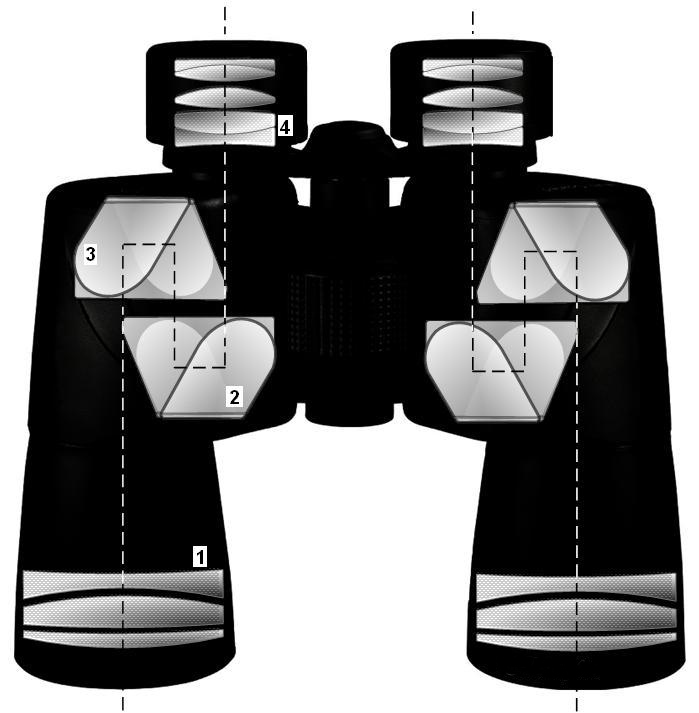
Binóculo

Os binóculos comuns proporcionam uma capacidade de aumento em torno de dez vezes. 
Esse equipamento é adequado para visualização terrestre, marítima e, em alguns casos, astronômica. Como é utilizada a visão dos dois olhos em simultâneo, ao olhar-se por um binóculo tem-se uma percepção da profundidade da cena, ou seja, visão tridimensional: pode-se notar a largura, altura e profundidade. As lunetas e telescópios não tem essa capacidade.
A qualidade da imagem de um binóculo depende de cinco fatores:
1. Alinhamento da ótica
2. Qualidade das lentes
3. Qualidade dos prismas
4. Tratamento dado às superfícies dos óticos
5. Estabilidade mecânica do corpo e do mecanismo de focalização.

Os binóculos possuem dois números impressos em seu corpo, do tipo: 7x50, 12x60, 20x70. O primeiro número significa a ampliação (ou aumento) e o segundo, o tamanho (em milímetros) da objetiva. Quanto maior a objetiva, mais luz entra e melhor será a visualização das imagens.
Os modelos que possuem lentes coloridas (vermelhas) recebem esse acabamento para diminuir a reflexão, sendo um tratamento anti-reflexo, permintindo diminuir as aberraçoes crómaticas. No máximo, apenas ajudam a "quebrar" o excesso de luz em ambientes como praia ou montanhas com neve. 
Para visualização astronômica é necessário um tripé, para dar mais estabilidade.